# Vuelta a Dinamarca 2019
La 29.ª edición de la Vuelta a Dinamarca fue una carrera de ciclismo en ruta por etapas que se celebró en Dinamarca entre el 21 y el 25 de agosto de 2019 sobre un recorrido de 727 kilómetros dividido en 5 etapas, con inicio en la ciudad de Silkeborg y final en la ciudad Frederiksberg.
La prueba perteneció al UCI Europe Tour 2019 dentro de la categoría 2.HC (máxima categoría de estos circuitos). El vencedor final fue el danés Niklas Larsen del ColoQuick seguido de los también daneses Jonas Vingegaard del Jumbo-Visma y Rasmus Quaade del Riwal Readynez.

## Equipos participantes
Tomaron parte en la carrera 20 equipos: 3 de categoría UCI WorldTeam invitados por la organización; 10 de categoría Profesional Continental; 6 de categoría Continental y la selección nacional de Dinamarca. Formando así un pelotón de 120 ciclistas de los que acabaron 109. Los equipos participantes fueron:
| WorldTeams (3)- Team Jumbo-Visma - Lotto Soudal - Team Sunweb Equipos continentales profesionales (10)- Bardiani CSF - Corendon-Circus - Hagens Berman Axeon - Israel Cycling Academy - Team Novo Nordisk - Riwal Readynez - Roompot-Charles - Sport Vlaanderen-Baloise - Vital Concept-B&B Hotels - W52-FC Porto Equipos continentales (6)- BHS-Almeborg Bornholm - ColoQuick - Hurom BDC Development - Joker Fuel of Norway - Uno-X Norwegian Development - Waoo Equipo nacional- Dinamarca |
| |

## Recorrido
La Vuelta a Dinamarca dispuso de cinco etapas para un recorrido total de 727 kilómetros, dividido en dos etapas de montaña, dos etapas llanas y una contrarreloj individual.
| Etapa     | Fecha     | Recorrido                | type                    | Distancia (km) | Ganador            | Líder         |
| --------- | --------- | ------------------------ | ----------------------- | -------------- | ------------------ | ------------- |
| 1.ª etapa | 21 de ago | Silkeborg – Silkeborg    | etapa escarpada         | 169,7          | Tiesj Benoot       | Tiesj Benoot  |
| 2.ª etapa | 22 de ago | Grindsted – Grindsted    | contrarreloj individual | 17             | Martin Toft Madsen | Mads Würtz    |
| 3.ª etapa | 23 de ago | Holstebro – Vejle        | etapa escarpada         | 199,7          | Lasse Norman Leth  | Niklas Larsen |
| 4.ª etapa | 24 de ago | Korsør – Asnæs Indelukke | etapa escarpada         | 175,2          | Jasper De Buyst    | Niklas Larsen |
| 5.ª etapa | 25 de ago | Roskilde – Frederiksberg | etapa llana             | 165,6          | Tim Merlier        | Niklas Larsen |

### 1.ª etapa
| \| Clasificación de la etapa \| Clasificación de la etapa \| Clasificación de la etapa \| Clasificación de la etapa \| Clasificación de la etapa \| \| Ciclista \| Ciclista \| Equipo \| Tiempo \| \| \| ------------------------- \| ------------------------- \| ------------------------- \| ------------------------- \| ------------------------- \| \| 1.º \| Tiesj Benoot \| Lotto-Soudal \| 3 h 54 min 48 s \| \| \| 2.º \| Jasper De Buyst \| Lotto-Soudal \| + 0 s \| \| \| 3.º \| Amaury Capiot \| Sport Vlaanderen-Baloise \| + 0 s \| \| \| 4.º \| Niklas Larsen \| ColoQuick \| + 0 s \| \| \| 5.º \| Krists Neilands \| Israel Cycling Academy \| + 0 s \| \| \| 6.º \| Amund Grøndahl Jansen \| Team Jumbo-Visma \| + 0 s \| \| \| 7.º \| Mads Würtz \| Dinamarca \| + 0 s \| \| \| 8.º \| Tim Merlier \| Corendon-Circus \| + 3 s \| \| \| 9.º \| Bryan Coquard \| Vital Concept-B&B Hotels \| + 3 s \| \| \| 10.º \| Herman Dahl \| Joker Fuel of Norway \| + 3 s \| \| |                       |                          |                 |
| |                       |                          |                 |
| Fuente: ProCyclingStats |                       |                          |                 |
| Clasificación de la etapa |                       |                          |                 |
| Ciclista | Ciclista              | Equipo                   | Tiempo          |
| 1.º | Tiesj Benoot          | Lotto-Soudal             | 3 h 54 min 48 s |
| 2.º | Jasper De Buyst       | Lotto-Soudal             | + 0 s           |
| 3.º | Amaury Capiot         | Sport Vlaanderen-Baloise | + 0 s           |
| 4.º | Niklas Larsen         | ColoQuick                | + 0 s           |
| 5.º | Krists Neilands       | Israel Cycling Academy   | + 0 s           |
| 6.º | Amund Grøndahl Jansen | Team Jumbo-Visma         | + 0 s           |
| 7.º | Mads Würtz            | Dinamarca                | + 0 s           |
| 8.º | Tim Merlier           | Corendon-Circus          | + 3 s           |
| 9.º | Bryan Coquard         | Vital Concept-B&B Hotels | + 3 s           |
| 10.º | Herman Dahl           | Joker Fuel of Norway     | + 3 s           |

| \| Clasificación general \| Clasificación general \| Clasificación general \| Clasificación general \| Clasificación general \| \| Ciclista \| Ciclista \| Equipo \| Tiempo \| \| \| --------------------- \| --------------------- \| --------------------------- \| --------------------- \| --------------------- \| \| 1.º \| Tiesj Benoot \| Lotto-Soudal \| 3 h 54 min 38 s \| \| \| 2.º \| Jasper De Buyst \| Lotto-Soudal \| + 4 s \| \| \| 3.º \| Amaury Capiot \| Sport Vlaanderen-Baloise \| + 6 s \| \| \| 4.º \| Niklas Larsen \| ColoQuick \| + 10 s \| \| \| 5.º \| Krists Neilands \| Israel Cycling Academy \| + 10 s \| \| \| 6.º \| Amund Grøndahl Jansen \| Team Jumbo-Visma \| + 10 s \| \| \| 7.º \| Mads Würtz \| Dinamarca \| + 10 s \| \| \| 8.º \| Torstein Træen \| Uno-X Norwegian Development \| + 10 s \| \| \| 9.º \| Jonas Abrahamsen \| Uno-X Norwegian Development \| + 11 s \| \| \| 10.º \| Tim Merlier \| Corendon-Circus \| + 13 s \| \| |                       |                             |                 |
| |                       |                             |                 |
| Fuente: ProCyclingStats |                       |                             |                 |
| Clasificación general |                       |                             |                 |
| Ciclista | Ciclista              | Equipo                      | Tiempo          |
| 1.º | Tiesj Benoot          | Lotto-Soudal                | 3 h 54 min 38 s |
| 2.º | Jasper De Buyst       | Lotto-Soudal                | + 4 s           |
| 3.º | Amaury Capiot         | Sport Vlaanderen-Baloise    | + 6 s           |
| 4.º | Niklas Larsen         | ColoQuick                   | + 10 s          |
| 5.º | Krists Neilands       | Israel Cycling Academy      | + 10 s          |
| 6.º | Amund Grøndahl Jansen | Team Jumbo-Visma            | + 10 s          |
| 7.º | Mads Würtz            | Dinamarca                   | + 10 s          |
| 8.º | Torstein Træen        | Uno-X Norwegian Development | + 10 s          |
| 9.º | Jonas Abrahamsen      | Uno-X Norwegian Development | + 11 s          |
| 10.º | Tim Merlier           | Corendon-Circus             | + 13 s          |

### 2.ª etapa
| \| Clasificación de la etapa \| Clasificación de la etapa \| Clasificación de la etapa \| Clasificación de la etapa \| Clasificación de la etapa \| \| Ciclista \| Ciclista \| Equipo \| Tiempo \| \| \| ------------------------- \| ------------------------- \| ------------------------- \| ------------------------- \| ------------------------- \| \| 1.º \| Martin Toft Madsen \| BHS-Almeborg Bornholm \| 19 min 35 s \| \| \| 2.º \| Rasmus Quaade \| Riwal Readynez \| + 11 s \| \| \| 3.º \| Mads Würtz \| Dinamarca \| + 11 s \| \| \| 4.º \| Niklas Larsen \| ColoQuick \| + 11 s \| \| \| 5.º \| Mikkel Bjerg \| Hagens Berman Axeon \| + 12 s \| \| \| 6.º \| Brent Van Moer \| Lotto-Soudal \| + 19 s \| \| \| 7.º \| Jonas Vingegaard \| Team Jumbo-Visma \| + 19 s \| \| \| 8.º \| Lasse Norman Leth \| Corendon-Circus \| + 20 s \| \| \| 9.º \| Matthias Brändle \| Israel Cycling Academy \| + 24 s \| \| \| 10.º \| Koen Bouwman \| Team Jumbo-Visma \| + 27 s \| \| |                    |                        |             |
| |                    |                        |             |
| Fuente: ProCyclingStats |                    |                        |             |
| Clasificación de la etapa |                    |                        |             |
| Ciclista | Ciclista           | Equipo                 | Tiempo      |
| 1.º | Martin Toft Madsen | BHS-Almeborg Bornholm  | 19 min 35 s |
| 2.º | Rasmus Quaade      | Riwal Readynez         | + 11 s      |
| 3.º | Mads Würtz         | Dinamarca              | + 11 s      |
| 4.º | Niklas Larsen      | ColoQuick              | + 11 s      |
| 5.º | Mikkel Bjerg       | Hagens Berman Axeon    | + 12 s      |
| 6.º | Brent Van Moer     | Lotto-Soudal           | + 19 s      |
| 7.º | Jonas Vingegaard   | Team Jumbo-Visma       | + 19 s      |
| 8.º | Lasse Norman Leth  | Corendon-Circus        | + 20 s      |
| 9.º | Matthias Brändle   | Israel Cycling Academy | + 24 s      |
| 10.º | Koen Bouwman       | Team Jumbo-Visma       | + 27 s      |

| \| Clasificación general \| Clasificación general \| Clasificación general \| Clasificación general \| Clasificación general \| \| Ciclista \| Ciclista \| Equipo \| Tiempo \| \| \| --------------------- \| --------------------- \| ---------------------- \| --------------------- \| --------------------- \| \| 1.º \| Mads Würtz \| Dinamarca \| 4 h 14 min 34 s \| \| \| 2.º \| Niklas Larsen \| ColoQuick \| + 0 s \| \| \| 3.º \| Rasmus Quaade \| Riwal Readynez \| + 3 s \| \| \| 4.º \| Mikkel Bjerg \| Hagens Berman Axeon \| + 4 s \| \| \| 5.º \| Martin Toft Madsen \| BHS-Almeborg Bornholm \| + 10 s \| \| \| 6.º \| Brent Van Moer \| Lotto-Soudal \| + 11 s \| \| \| 7.º \| Jonas Vingegaard \| Team Jumbo-Visma \| + 11 s \| \| \| 8.º \| Lasse Norman Leth \| Corendon-Circus \| + 12 s \| \| \| 9.º \| Tiesj Benoot \| Lotto-Soudal \| + 14 s \| \| \| 10.º \| Matthias Brändle \| Israel Cycling Academy \| + 16 s \| \| |                    |                        |                 |
| |                    |                        |                 |
| Fuente: ProCyclingStats |                    |                        |                 |
| Clasificación general |                    |                        |                 |
| Ciclista | Ciclista           | Equipo                 | Tiempo          |
| 1.º | Mads Würtz         | Dinamarca              | 4 h 14 min 34 s |
| 2.º | Niklas Larsen      | ColoQuick              | + 0 s           |
| 3.º | Rasmus Quaade      | Riwal Readynez         | + 3 s           |
| 4.º | Mikkel Bjerg       | Hagens Berman Axeon    | + 4 s           |
| 5.º | Martin Toft Madsen | BHS-Almeborg Bornholm  | + 10 s          |
| 6.º | Brent Van Moer     | Lotto-Soudal           | + 11 s          |
| 7.º | Jonas Vingegaard   | Team Jumbo-Visma       | + 11 s          |
| 8.º | Lasse Norman Leth  | Corendon-Circus        | + 12 s          |
| 9.º | Tiesj Benoot       | Lotto-Soudal           | + 14 s          |
| 10.º | Matthias Brändle   | Israel Cycling Academy | + 16 s          |

### 3.ª etapa
| \| Clasificación de la etapa \| Clasificación de la etapa \| Clasificación de la etapa \| Clasificación de la etapa \| Clasificación de la etapa \| \| Ciclista \| Ciclista \| Equipo \| Tiempo \| \| \| ------------------------- \| ------------------------- \| --------------------------- \| ------------------------- \| ------------------------- \| \| 1.º \| Lasse Norman Leth \| Corendon-Circus \| 4 h 46 min 45 s \| \| \| 2.º \| Jonas Vingegaard \| Team Jumbo-Visma \| + 0 s \| \| \| 3.º \| Niklas Larsen \| ColoQuick \| + 0 s \| \| \| 4.º \| Rasmus Quaade \| Riwal Readynez \| + 0 s \| \| \| 5.º \| Markus Hoelgaard \| Uno-X Norwegian Development \| + 7 s \| \| \| 6.º \| Amaury Capiot \| Sport Vlaanderen-Baloise \| + 13 s \| \| \| 7.º \| Jasper De Buyst \| Lotto-Soudal \| + 15 s \| \| \| 8.º \| Amund Grøndahl Jansen \| Team Jumbo-Visma \| + 15 s \| \| \| 9.º \| Tiesj Benoot \| Lotto-Soudal \| + 15 s \| \| \| 10.º \| Thomas Sprengers \| Sport Vlaanderen-Baloise \| + 15 s \| \| |                       |                             |                 |
| |                       |                             |                 |
| Fuente: ProCyclingStats |                       |                             |                 |
| Clasificación de la etapa |                       |                             |                 |
| Ciclista | Ciclista              | Equipo                      | Tiempo          |
| 1.º | Lasse Norman Leth     | Corendon-Circus             | 4 h 46 min 45 s |
| 2.º | Jonas Vingegaard      | Team Jumbo-Visma            | + 0 s           |
| 3.º | Niklas Larsen         | ColoQuick                   | + 0 s           |
| 4.º | Rasmus Quaade         | Riwal Readynez              | + 0 s           |
| 5.º | Markus Hoelgaard      | Uno-X Norwegian Development | + 7 s           |
| 6.º | Amaury Capiot         | Sport Vlaanderen-Baloise    | + 13 s          |
| 7.º | Jasper De Buyst       | Lotto-Soudal                | + 15 s          |
| 8.º | Amund Grøndahl Jansen | Team Jumbo-Visma            | + 15 s          |
| 9.º | Tiesj Benoot          | Lotto-Soudal                | + 15 s          |
| 10.º | Thomas Sprengers      | Sport Vlaanderen-Baloise    | + 15 s          |

| \| Clasificación general \| Clasificación general \| Clasificación general \| Clasificación general \| Clasificación general \| \| Ciclista \| Ciclista \| Equipo \| Tiempo \| \| \| --------------------- \| --------------------- \| --------------------- \| --------------------- \| --------------------- \| \| 1.º \| Niklas Larsen \| ColoQuick \| 9 h 01 min 15 s \| \| \| 2.º \| Lasse Norman Leth \| Corendon-Circus \| + 6 s \| \| \| 3.º \| Rasmus Quaade \| Riwal Readynez \| + 7 s \| \| \| 4.º \| Jonas Vingegaard \| Team Jumbo-Visma \| + 9 s \| \| \| 5.º \| Mikkel Bjerg \| Hagens Berman Axeon \| + 32 s \| \| \| 6.º \| Tiesj Benoot \| Lotto-Soudal \| + 33 s \| \| \| 7.º \| Jasper De Buyst \| Lotto-Soudal \| + 36 s \| \| \| 8.º \| Koen Bouwman \| Team Jumbo-Visma \| + 53 s \| \| \| 9.º \| Brent Van Moer \| Lotto-Soudal \| + 55 s \| \| \| 10.º \| Christoffer Lisson \| BHS-Almeborg Bornholm \| + 1 min 08 s \| \| |                    |                       |                 |
| |                    |                       |                 |
| Fuente: ProCyclingStats |                    |                       |                 |
| Clasificación general |                    |                       |                 |
| Ciclista | Ciclista           | Equipo                | Tiempo          |
| 1.º | Niklas Larsen      | ColoQuick             | 9 h 01 min 15 s |
| 2.º | Lasse Norman Leth  | Corendon-Circus       | + 6 s           |
| 3.º | Rasmus Quaade      | Riwal Readynez        | + 7 s           |
| 4.º | Jonas Vingegaard   | Team Jumbo-Visma      | + 9 s           |
| 5.º | Mikkel Bjerg       | Hagens Berman Axeon   | + 32 s          |
| 6.º | Tiesj Benoot       | Lotto-Soudal          | + 33 s          |
| 7.º | Jasper De Buyst    | Lotto-Soudal          | + 36 s          |
| 8.º | Koen Bouwman       | Team Jumbo-Visma      | + 53 s          |
| 9.º | Brent Van Moer     | Lotto-Soudal          | + 55 s          |
| 10.º | Christoffer Lisson | BHS-Almeborg Bornholm | + 1 min 08 s    |

### 4.ª etapa
| \| Clasificación de la etapa \| Clasificación de la etapa \| Clasificación de la etapa \| Clasificación de la etapa \| Clasificación de la etapa \| \| Ciclista \| Ciclista \| Equipo \| Tiempo \| \| \| ------------------------- \| ------------------------- \| ------------------------- \| ------------------------- \| ------------------------- \| \| 1.º \| Jasper De Buyst \| Lotto-Soudal \| 4 h 09 min 38 s \| \| \| 2.º \| Amaury Capiot \| Sport Vlaanderen-Baloise \| + 0 s \| \| \| 3.º \| Huub Duijn \| Roompot-Charles \| + 0 s \| \| \| 4.º \| Jonas Vingegaard \| Team Jumbo-Visma \| + 3 s \| \| \| 5.º \| Rasmus Quaade \| Riwal Readynez \| + 3 s \| \| \| 6.º \| Alexander Kamp \| Riwal Readynez \| + 3 s \| \| \| 7.º \| Niklas Larsen \| ColoQuick \| + 3 s \| \| \| 8.º \| Roy Goldstein \| Israel Cycling Academy \| + 5 s \| \| \| 9.º \| Gustavo César Veloso \| W52-FC Porto \| + 5 s \| \| \| 10.º \| Charles Planet \| Team Novo Nordisk \| + 5 s \| \| |                      |                          |                 |
| |                      |                          |                 |
| Fuente: ProCyclingStats |                      |                          |                 |
| Clasificación de la etapa |                      |                          |                 |
| Ciclista | Ciclista             | Equipo                   | Tiempo          |
| 1.º | Jasper De Buyst      | Lotto-Soudal             | 4 h 09 min 38 s |
| 2.º | Amaury Capiot        | Sport Vlaanderen-Baloise | + 0 s           |
| 3.º | Huub Duijn           | Roompot-Charles          | + 0 s           |
| 4.º | Jonas Vingegaard     | Team Jumbo-Visma         | + 3 s           |
| 5.º | Rasmus Quaade        | Riwal Readynez           | + 3 s           |
| 6.º | Alexander Kamp       | Riwal Readynez           | + 3 s           |
| 7.º | Niklas Larsen        | ColoQuick                | + 3 s           |
| 8.º | Roy Goldstein        | Israel Cycling Academy   | + 5 s           |
| 9.º | Gustavo César Veloso | W52-FC Porto             | + 5 s           |
| 10.º | Charles Planet       | Team Novo Nordisk        | + 5 s           |

| \| Clasificación general \| Clasificación general \| Clasificación general \| Clasificación general \| Clasificación general \| \| Ciclista \| Ciclista \| Equipo \| Tiempo \| \| \| --------------------- \| --------------------- \| ------------------------ \| --------------------- \| --------------------- \| \| 1.º \| Niklas Larsen \| ColoQuick \| 13 h 10 min 56 s \| \| \| 2.º \| Jonas Vingegaard \| Team Jumbo-Visma \| + 6 s \| \| \| 3.º \| Rasmus Quaade \| Riwal Readynez \| + 7 s \| \| \| 4.º \| Lasse Norman Leth \| Corendon-Circus \| + 12 s \| \| \| 5.º \| Jasper De Buyst \| Lotto-Soudal \| + 23 s \| \| \| 6.º \| Mikkel Bjerg \| Hagens Berman Axeon \| + 34 s \| \| \| 7.º \| Brent Van Moer \| Lotto-Soudal \| + 1 min 05 s \| \| \| 8.º \| Koen Bouwman \| Team Jumbo-Visma \| + 1 min 08 s \| \| \| 9.º \| Christoffer Lisson \| BHS-Almeborg Bornholm \| + 1 min 16 s \| \| \| 10.º \| Johan Le Bon \| Vital Concept-B&B Hotels \| + 1 min 19 s \| \| |                    |                          |                  |
| |                    |                          |                  |
| Fuente: ProCyclingStats |                    |                          |                  |
| Clasificación general |                    |                          |                  |
| Ciclista | Ciclista           | Equipo                   | Tiempo           |
| 1.º | Niklas Larsen      | ColoQuick                | 13 h 10 min 56 s |
| 2.º | Jonas Vingegaard   | Team Jumbo-Visma         | + 6 s            |
| 3.º | Rasmus Quaade      | Riwal Readynez           | + 7 s            |
| 4.º | Lasse Norman Leth  | Corendon-Circus          | + 12 s           |
| 5.º | Jasper De Buyst    | Lotto-Soudal             | + 23 s           |
| 6.º | Mikkel Bjerg       | Hagens Berman Axeon      | + 34 s           |
| 7.º | Brent Van Moer     | Lotto-Soudal             | + 1 min 05 s     |
| 8.º | Koen Bouwman       | Team Jumbo-Visma         | + 1 min 08 s     |
| 9.º | Christoffer Lisson | BHS-Almeborg Bornholm    | + 1 min 16 s     |
| 10.º | Johan Le Bon       | Vital Concept-B&B Hotels | + 1 min 19 s     |

### 5.ª etapa
| \| Clasificación de la etapa \| Clasificación de la etapa \| Clasificación de la etapa \| Clasificación de la etapa \| Clasificación de la etapa \| \| Ciclista \| Ciclista \| Equipo \| Tiempo \| \| \| ------------------------- \| ------------------------- \| ------------------------- \| ------------------------- \| ------------------------- \| \| 1.º \| Tim Merlier \| Corendon-Circus \| 3 h 41 min 37 s \| \| \| 2.º \| Bryan Coquard \| Vital Concept-B&B Hotels \| + 0 s \| \| \| 3.º \| Jasper De Buyst \| Lotto-Soudal \| + 0 s \| \| \| 4.º \| Amaury Capiot \| Sport Vlaanderen-Baloise \| + 0 s \| \| \| 5.º \| Amund Grøndahl Jansen \| Team Jumbo-Visma \| + 0 s \| \| \| 6.º \| Louis Bendixen \| Dinamarca \| + 0 s \| \| \| 7.º \| Christoffer Lisson \| BHS-Almeborg Bornholm \| + 0 s \| \| \| 8.º \| Joris Nieuwenhuis \| Team Sunweb \| + 0 s \| \| \| 9.º \| Dennis van Winden \| Israel Cycling Academy \| + 0 s \| \| \| 10.º \| Herman Dahl \| Joker Fuel of Norway \| + 0 s \| \| |                       |                          |                 |
| |                       |                          |                 |
| Fuente: ProCyclingStats |                       |                          |                 |
| Clasificación de la etapa |                       |                          |                 |
| Ciclista | Ciclista              | Equipo                   | Tiempo          |
| 1.º | Tim Merlier           | Corendon-Circus          | 3 h 41 min 37 s |
| 2.º | Bryan Coquard         | Vital Concept-B&B Hotels | + 0 s           |
| 3.º | Jasper De Buyst       | Lotto-Soudal             | + 0 s           |
| 4.º | Amaury Capiot         | Sport Vlaanderen-Baloise | + 0 s           |
| 5.º | Amund Grøndahl Jansen | Team Jumbo-Visma         | + 0 s           |
| 6.º | Louis Bendixen        | Dinamarca                | + 0 s           |
| 7.º | Christoffer Lisson    | BHS-Almeborg Bornholm    | + 0 s           |
| 8.º | Joris Nieuwenhuis     | Team Sunweb              | + 0 s           |
| 9.º | Dennis van Winden     | Israel Cycling Academy   | + 0 s           |
| 10.º | Herman Dahl           | Joker Fuel of Norway     | + 0 s           |

## Clasificaciones finales
- Las clasificaciones finalizaron de la siguiente forma:[5]

### Clasificación general
| \| Clasificación general \| Clasificación general \| Clasificación general \| Clasificación general \| Clasificación general \| \| Ciclista \| Ciclista \| Equipo \| Tiempo \| \| \| --------------------- \| --------------------- \| --------------------- \| --------------------- \| --------------------- \| \| 1.º \| Niklas Larsen \| ColoQuick \| 16 h 52 min 33 s \| \| \| 2.º \| Jonas Vingegaard \| Team Jumbo-Visma \| + 11 s \| \| \| 3.º \| Rasmus Quaade \| Riwal Readynez \| + 12 s \| \| \| 4.º \| Lasse Norman Leth \| Corendon-Circus \| + 12 s \| \| \| 5.º \| Jasper De Buyst \| Lotto-Soudal \| + 19 s \| \| \| 6.º \| Mikkel Bjerg \| Hagens Berman Axeon \| + 39 s \| \| \| 7.º \| Brent Van Moer \| Lotto-Soudal \| + 1 min 10 s \| \| \| 8.º \| Koen Bouwman \| Team Jumbo-Visma \| + 1 min 13 s \| \| \| 9.º \| Christoffer Lisson \| BHS-Almeborg Bornholm \| + 1 min 16 s \| \| \| 10.º \| Edgar Pinto \| W52-FC Porto \| + 1 min 23 s \| \| |                    |                       |                  |
| |                    |                       |                  |
| Fuente: ProCyclingStats |                    |                       |                  |
| Clasificación general |                    |                       |                  |
| Ciclista | Ciclista           | Equipo                | Tiempo           |
| 1.º | Niklas Larsen      | ColoQuick             | 16 h 52 min 33 s |
| 2.º | Jonas Vingegaard   | Team Jumbo-Visma      | + 11 s           |
| 3.º | Rasmus Quaade      | Riwal Readynez        | + 12 s           |
| 4.º | Lasse Norman Leth  | Corendon-Circus       | + 12 s           |
| 5.º | Jasper De Buyst    | Lotto-Soudal          | + 19 s           |
| 6.º | Mikkel Bjerg       | Hagens Berman Axeon   | + 39 s           |
| 7.º | Brent Van Moer     | Lotto-Soudal          | + 1 min 10 s     |
| 8.º | Koen Bouwman       | Team Jumbo-Visma      | + 1 min 13 s     |
| 9.º | Christoffer Lisson | BHS-Almeborg Bornholm | + 1 min 16 s     |
| 10.º | Edgar Pinto        | W52-FC Porto          | + 1 min 23 s     |

### Clasificación de la montaña
| Clasificación de la montaña | Clasificación de la montaña | Clasificación de la montaña | Clasificación de la montaña | Clasificación de la montaña |
| Ciclista                    | Ciclista                    | Equipo                      | Puntos                      |                             |
| --------------------------- | --------------------------- | --------------------------- | --------------------------- | --------------------------- |
| 1.º                         | Fridtjof Røinås             | Joker Fuel of Norway        | 84 pts                      |                             |
| 2.º                         | Mads Rahbek                 | BHS-Almeborg Bornholm       | 68 pts                      |                             |
| 3.º                         | Torstein Træen              | Uno-X Norwegian Development | 56 pts                      |                             |
| 4.º                         | Sasha Weemaes               | Sport Vlaanderen-Baloise    | 36 pts                      |                             |
| 5.º                         | Mads Würtz                  | Dinamarca                   | 24 pts                      |                             |
| 6.º                         | Paolo Simion                | Bardiani CSF                | 20 pts                      |                             |
| 7.º                         | Martin Salmon               | Team Sunweb                 | 16 pts                      |                             |
| 8.º                         | Andreas Vangstad            | Joker Fuel of Norway        | 16 pts                      |                             |
| 9.º                         | Umberto Poli                | Team Novo Nordisk           | 16 pts                      |                             |
| 10.º                        | Silas Zacharias Clemmensen  | Waoo                        | 12 pts                      |                             |

### Clasificación de los puntos
| Clasificación por puntos | Clasificación por puntos | Clasificación por puntos | Clasificación por puntos | Clasificación por puntos |
| Ciclista                 | Ciclista                 | Equipo                   | Puntos                   |                          |
| ------------------------ | ------------------------ | ------------------------ | ------------------------ | ------------------------ |
| 1.º                      | Jasper De Buyst          | Lotto-Soudal             | 44 pts                   |                          |
| 2.º                      | Amaury Capiot            | Sport Vlaanderen-Baloise | 39 pts                   |                          |
| 3.º                      | Niklas Larsen            | ColoQuick                | 34 pts                   |                          |
| 4.º                      | Jonas Vingegaard         | Team Jumbo-Visma         | 32 pts                   |                          |
| 5.º                      | Rasmus Quaade            | Riwal Readynez           | 29 pts                   |                          |
| 6.º                      | Mads Würtz               | Katusha-Alpecin          | 26 pts                   |                          |
| 7.º                      | Lasse Norman Leth        | Corendon-Circus          | 23 pts                   |                          |
| 8.º                      | Tim Merlier              | Corendon-Circus          | 20 pts                   |                          |
| 9.º                      | Amund Grøndahl Jansen    | Team Jumbo-Visma         | 20 pts                   |                          |
| 10.º                     | Tiesj Benoot             | Lotto-Soudal             | 19 pts                   |                          |

### Clasificación de los jóvenes
| Clasificación del mejor joven | Clasificación del mejor joven | Clasificación del mejor joven | Clasificación del mejor joven | Clasificación del mejor joven |
| Ciclista                      | Ciclista                      | Equipo                        | Tiempo                        |                               |
| ----------------------------- | ----------------------------- | ----------------------------- | ----------------------------- | ----------------------------- |
| 1.º                           | Niklas Larsen                 | ColoQuick                     | 16 h 52 min 33 s              |                               |
| 2.º                           | Mikkel Bjerg                  | Hagens Berman Axeon           | + 39 s                        |                               |
| 3.º                           | Brent Van Moer                | Lotto-Soudal                  | + 1 min 10 s                  |                               |
| 4.º                           | Ian Garrison                  | Hagens Berman Axeon           | + 1 min 41 s                  |                               |
| 5.º                           | Florian Stork                 | Team Sunweb                   | + 1 min 57 s                  |                               |
| 6.º                           | Aaron Verwilst                | Sport Vlaanderen-Baloise      | + 3 min 53 s                  |                               |
| 7.º                           | Pascal Eenkhoorn              | Team Jumbo-Visma              | + 4 min 44 s                  |                               |
| 8.º                           | André Carvalho                | Hagens Berman Axeon           | + 6 min 20 s                  |                               |
| 9.º                           | Martin Salmon                 | Team Sunweb                   | + 7 min 59 s                  |                               |
| 10.º                          | Marten Kooistra               | Team Sunweb                   | + 9 min 27 s                  |                               |

### Clasificación por equipos
| Clasificación por equipos | Clasificación por equipos | Clasificación por equipos | Clasificación por equipos |
| Equipo                    | Equipo                    | Tiempo                    |                           |
| ------------------------- | ------------------------- | ------------------------- | ------------------------- |
| 1.º                       | Lotto Soudal              | 50 h 41 min 04 s          |                           |
| 2.º                       | Team Jumbo-Visma          | + 10 s                    |                           |
| 3.º                       | W52-FC Porto              | + 33 s                    |                           |
| 4.º                       | BHS-Almeborg Bornholm     | + 50 s                    |                           |
| 5.º                       | Team Sunweb               | + 1 min 59 s              |                           |
| 6.º                       | Sport Vlaanderen-Baloise  | + 4 min 20 s              |                           |
| 7.º                       | Hagens Berman Axeon       | + 4 min 31 s              |                           |
| 8.º                       | Roompot-Charles           | + 4 min 38 s              |                           |
| 9.º                       | Israel Cycling Academy    | + 4 min 39 s              |                           |
| 10.º                      | Joker Fuel of Norway      | + 5 min 47 s              |                           |

## Evolución de las clasificaciones
| Etapa                   | Vencedor                | Clasificación general | Clasificación por puntos | Clasificación de la montaña | Clasificación de los jóvenes | Clasificación por equipos |
| ----------------------- | ----------------------- | --------------------- | ------------------------ | --------------------------- | ---------------------------- | ------------------------- |
| 1.ª                     | Tiesj Benoot            | Tiesj Benoot          | Tiesj Benoot             | Sasha Weemaes               | Niklas Larsen                | Lotto Soudal              |
| 2.ª                     | Martin Toft Madsen      | Mads Würtz            | Niklas Larsen            | Sasha Weemaes               | Niklas Larsen                | Lotto Soudal              |
| 3.ª                     | Lasse Norman Hansen     | Niklas Larsen         | Niklas Larsen            | Fridtjof Røinås             | Niklas Larsen                | Jumbo-Visma               |
| 4.ª                     | Jasper De Buyst         | Niklas Larsen         | Jasper De Buyst          | Fridtjof Røinås             | Niklas Larsen                | Lotto Soudal              |
| 5.ª                     | Tim Merlier             | Niklas Larsen         | Jasper De Buyst          | Fridtjof Røinås             | Niklas Larsen                | Lotto Soudal              |
| Clasificaciones finales | Clasificaciones finales | Niklas Larsen         | Jasper De Buyst          | Fridtjof Røinås             | Niklas Larsen                | Lotto Soudal              |

## UCI World Ranking
La Vuelta a Dinamarca otorgó puntos para el UCI World Ranking para corredores de los equipos en las categorías UCI WorldTeam, Profesional Continental y Equipos Continentales. Las siguientes tablas son el baremo de puntuación y los corredores que obtuvieron puntos:
| Posición              | 1.º | 2.º | 3.º | 4.º | 5.º | 6.º | 7.º | 8.º | 9.º | 10.º | 11.º | 12.º | 13.º | 14.º | 15.º | 16.º-20.º | 21.º-30.º | 31.º-50.º | 51.º-55.º | 56.º-60.º |
| Clasificación general | 200 | 150 | 125 | 100 | 85  | 70  | 60  | 50  | 40  | 35   | 30   | 25   | 20   | 15   | 10   | 5         | 3         |           |           |           |
| Por etapa             | 20  | 10  | 5   |     |     |     |     |     |     |      |      |      |      |      |      |           |           |           |           |           |
| Líder                 | 5   |     |     |     |     |     |     |     |     |      |      |      |      |      |      |           |           |           |           |           |

| Clasificación |                     |                       |         |       |       |       |
| Posición      | Ciclista            | Equipo                | General | Etapa | Líder | Total |
| ------------- | ------------------- | --------------------- | ------- | ----- | ----- | ----- |
| 1.º           | Niklas Larsen       | ColoQuick             | 200     | 5     | 10    | 215   |
| 2.º           | Jonas Vingegaard    | Jumbo-Visma           | 150     | 10    | -     | 160   |
| 3.º           | Rasmus Quaade       | Riwal Readynez        | 125     | 10    | -     | 135   |
| 4.º           | Lasse Norman Hansen | Corendon-Circus       | 100     | 20    | -     | 120   |
| 5.º           | Jasper De Buyst     | Lotto Soudal          | 85      | 35    | -     | 120   |
| 6.º           | Mikkel Bjerg        | Hagens Berman Axeon   | 70      | -     | -     | 70    |
| 7.º           | Brent Van Moer      | Lotto Soudal          | 60      | -     | -     | 60    |
| 8.º           | Koen Bouwman        | Jumbo-Visma           | 50      | -     | -     | 50    |
| 9.º           | Tiesj Benoot        | Lotto Soudal          | 25      | 20    | 5     | 50    |
| 10.º          | Christoffer Lisson  | BHS-Almeborg Bornholm | 40      | -     | -     | 40    |

## Ciclistas participantes y posiciones finales
Convenciones:
- AB-N: Abandono en la etapa "N"
- FLT-N: Retiro por llegada fuera del límite de tiempo en la etapa "N"
- NTS-N: No tomó la salida para la etapa "N"
- DES-N: Descalificado o expulsado en la etapa "N"